# Giuseppe Torriani
Giuseppe Torriani (Milano, 10 dicembre 1904 – Milano, 21 gennaio 1942) è stato un calciatore italiano, di ruolo centrocampista.

## Caratteristiche tecniche

Torriani al Milan

Soprannominato Torrianella, era un'ala di piccola statura, veloce e grintosa, resistente alla fatica e abile nell'assist, pronta però a ricoprire anche il ruolo di mediano, che svolse stabilmente negli ultimi anni di carriera.

## Vita e carriera
Cresciuto nel Minerva F.C. di Milano, militò in massima serie con il Legnano fino alla stagione 1924-1925.
Passato alla Juventus, vi giocò per due anni aggiudicandosi lo scudetto 1925-1926; infine disputò altri otto campionati di massima divisione con il Milan.
Conclusa la carriera all'età di 30 anni, iniziò ad allenare nei campionati minori. Venne presto colpito da una grave malattia, che dissimulava con ottimismo. Venne notato trascorrere le vacanze estive del 1941 in Valsassina, con l'abituale buonumore.
Deceduto all'età di 37 anni, è stato sepolto al Cimitero Maggiore di Milano; i suoi resti sono in seguito stati tumulati in una celletta.

## Statistiche

### Presenze e reti nei club
| Stagione        | Squadra         | Campionato      | Campionato | Campionato | Coppe nazionali | Coppe nazionali | Coppe nazionali | Coppe continentali | Coppe continentali | Coppe continentali | Altre coppe | Altre coppe | Altre coppe | Totale | Totale |
| Stagione        | Squadra         | Comp            | Pres       | Reti       | Comp            | Pres            | Reti            | Comp               | Pres               | Reti               | Comp        | Pres        | Reti        | Pres   | Reti   |
| --------------- | --------------- | --------------- | ---------- | ---------- | --------------- | --------------- | --------------- | ------------------ | ------------------ | ------------------ | ----------- | ----------- | ----------- | ------ | ------ |
| 1925-1926       | Juventus        | PD              | ?          | ?          | -               | -               | -               | -                  | -                  | -                  | -           | -           | -           | ?      | ?      |
| 1926-1927       | Juventus        | DN              | ?          | ?          | -               | -               | -               | -                  | -                  | -                  | -           | -           | -           | ?      | ?      |
| Totale Juventus | Totale Juventus | Totale Juventus | ?          | ?          |                 | -               | -               |                    | -                  | -                  |             | -           | -           | ?      | ?      |
| 1927-1928       | Milan           | DN              | 34         | 12         | -               | -               | -               | -                  | -                  | -                  | -           | -           | -           | 34     | 12     |
| 1928-1929       | Milan           | DN              | 29         | 5          | -               | -               | -               | -                  | -                  | -                  | CEC         | 2           | 1           | 31     | 6      |
| 1929-1930       | Milan           | A               | 27         | 5          | -               | -               | -               | -                  | -                  | -                  | -           | -           | -           | 27     | 5      |
| 1930-1931       | Milan           | A               | 33         | 7          | -               | -               | -               | -                  | -                  | -                  | -           | -           | -           | 33     | 7      |
| 1931-1932       | Milan           | A               | 25         | 0          | -               | -               | -               | -                  | -                  | -                  | -           | -           | -           | 25     | 0      |
| 1932-1933       | Milan           | A               | 16         | 3          | -               | -               | -               | -                  | -                  | -                  | -           | -           | -           | 16     | 3      |
| 1933-1934       | Milan           | A               | 33         | 1          | -               | -               | -               | -                  | -                  | -                  | -           | -           | -           | 33     | 1      |
| 1934-1935       | Milan           | A               | 7          | 0          | -               | -               | -               | -                  | -                  | -                  | -           | -           | -           | 7      | 0      |
| Totale Milan    | Totale Milan    | Totale Milan    | 204        | 33         |                 | -               | -               |                    | -                  | -                  |             | 2           | 1           | 206    | 34     |
| Totale carriera | Totale carriera | Totale carriera | ?          | ?          |                 | ?               | ?               |                    | ?                  | ?                  |             | ?           | ?           | ?      | ?      |

## Palmarès

### Club
- Campionato italiano: 1

Juventus: 1925-1926